# Coquillettidia
Coquillettidia – rodzaj muchówek z rodziny komarowatych i podrodziny Culicinae. Rozprzestrzeniony kosmopolitycznie. W zapisie kopalnym znany od eocenu.

## Wygląd
Muchówki te osiągają stosunkowo duże jak na komarowate rozmiary. Ubarwienie mają głównie żółtawe. Łuski porastające wierzchnią stronę skrzydeł nie są asymetryczne; zwykle są wąskie i jednobarwne, rzadziej występują pomieszane łuski jasne i ciemne o większej szerokości. Chetotaksja odznacza się brakiem  na anepisternach śródtułowia szczecinek przedprzetchlinkowych, a w przypadku podrodzaju nominatywnego także zaprzetchlinkowych. Odnóża mają stopy o niezmodyfikowanych pazurkach i pozbawione wyraźnie widocznych przylg. Przedstawiciele podrodzaju Rhynchotaenia mają na przednich powierzchniach ud charakterystyczne przedwierzchołkowe przepaski lub plamki o białej barwie. Dla larw z rodzaju Coquillettidia charakterystyczne są bardzo długie odsiebne części czułków, niekiedy tak długie jak części nasadowe i zawsze połączone z nimi stawowo.

## Ekologia i występowanie
Przedstawiciele podrodzaju nominatywnego zamieszkują głównie krainę etiopską, jednak występują też w krainie orientalnej i australijskiej, a trzy gatunki w Holarktyce. Spośród tych ostatnich jeden zamieszkuje nearktyczną Amerykę Północną, jeden region śródziemnomorski, a jeden  (C. richardii) cały zachód Palearktyki, w tym Polskę. Podrodzaj Rhynchotaenia ograniczony jest w swym występowaniu do krainy neotropikalnej, a jedyny gatunek z podrodzaju Austromansonia jest endemitem Nowej Zelandii.
Larwy i poczwarki przechodzą rozwój w stałych zbiornikach o stojącej wodzie, od bajorek po jeziora. Muszą one być porośnięte roślinnością, która wykorzystywana jest do pobierania powietrza atmosferycznego – owady przyczepiają się do roślin, przebijając je syfonami. Larwa może wielokrotnie zmieniać wykorzystywaną roślinę. Najczęściej używane są trawy.
Dorosłe samice ssą krew czworonogów celem wydania na świat potomstwa (hematofagia). Są wśród nich zarówno gatunki aktywne w dzień jak i w nocy. W przypadku kilku gatunków stwierdzono żerowanie także na ludziach. Niektóre gatunki są wektorami drobnoustrojów chorobotwórczych, wywołujących takie choroby jak ptasia malaria, wschodnie końskie zapalenie mózgu, gorączka Zachodniego Nilu, gorączka doliny Rift i czikungunia.

## Taksonomia i ewolucja
Takson ten wprowadzony został w 1905 roku przez Harrisona Graya Dyara, który jego gatunkiem typowym wyznaczył Culex perturbans. Przez dłuższy czas klasyfikowany był jako podrodzaj w obrębie rodzaju Mansonia. Do rangi odrębnego rodzaju wyniosła go w 1997 roku Christine Dahl. Współcześnie umieszcza się go w plemieniu Mansoniini wraz z rodzajem Mansonia. Na siostrzaną relację tych dwóch rodzajów wskazują wyniki analizy filogenetycznej Ralpha Harbacha i Iana Kitchinga z 1998 roku.
Do rodzaju Coquillettidia zalicza się 3 podrodzaje i 63 opisane gatunki:
- Coquillettidia (Austromansonia) Belkin, 1968
  - Coquillettidia tenuipalpis (Edwards, 1924)
- Coquillettidia (Coquillettidia) Dyar, 1905
  - †Coquillettidia adamowiczi Szadziewski, Sontag et Szwedo, 2019
  - Coquillettidia annettii (Theobald, 1901)
  - Coquillettidia aurata (Dobrotworsky, 1962)
  - Coquillettidia aurea (Edwards, 1915)
  - Coquillettidia aureosquammata (Ludlow, 1909)
  - Coquillettidia aurites (Theobald, 1901)
  - Coquillettidia buxtoni (Edwards, 1923)
  - Coquillettidia chrysosoma (Edwards, 1915)
  - Coquillettidia crassipes (van der Wulp, 1881)
  - Coquillettidia cristata (Theobald, 1904)
  - Coquillettidia fijiensis (Belkin, 1962)
  - Coquillettidia flavocincta (Edwards, 1936)
  - Coquillettidia fraseri (Theobald, 1911)
  - Coquillettidia fuscopennata (Theobald, 1903)
  - Coquillettidia fuscopteron (Theobald, 1911)
  - †Coquillettidia gedanica Szadziewski, Sontag et Szwedo, 2019
  - Coquillettidia giblini (Taylor, 1914)
  - Coquillettidia grandidieri (Blanchard, 1905)
  - Coquillettidia hodgkini (Wharton, 1962)
  - Coquillettidia iracunda (Walker, 1848)
  - Coquillettidia karandalaensis (Wolfs, 1951)
  - Coquillettidia linealis (Skuse, 1889)
  - Coquillettidia lutea (Belkin, 1962)
  - Coquillettidia maculipennis (Theobald, 1911)
  - Coquillettidia memorans (Bonne-Wepster, 1930)
  - Coquillettidia metallica (Theobald, 1901)
  - Coquillettidia microannulata (Theobald, 1911)
  - Coquillettidia nigritarsis (Wolfs, 1958)
  - Coquillettidia nigrithorax (Theobald, 1910)
  - Coquillettidia nigrochracea (Bonne-Wepster, 1930)
  - Coquillettidia nigrosignata (Edwards, 1917)
  - Coquillettidia novochracea (Barraud, 1927)
  - Coquillettidia ochracea (Theobald, 1903)
  - Coquillettidia perturbans (Walker, 1856)
  - Coquillettidia pseudoconopas (Theobald, 1910)
  - Coquillettidia richiardii (Ficalbi, 1889)
  - Coquillettidia rochei (Doucet, 1951)
  - Coquillettidia samoaensis Stone, 1966
  - Coquillettidia saotomensis Lien, Lin, Lin, & Tseng, 2008
  - Coquillettidia schoutedeni (Wolfs, 1948)
  - Coquillettidia vanoyei (Wolfs, 1948)
  - Coquillettidia variegata (Dobrotworsky, 1962)
  - Coquillettidia versicolor (Edwards, 1913)
  - Coquillettidia voltaensis (Danilov, 1982)
  - Coquillettidia wahlbergi (Edwards, 1936)
  - Coquillettidia xanthogaster (Edwards, 1924)
- Coquillettidia (Rhynchotaenia) Brèthes, 1910
  - Coquillettidia albicosta (Chagas, 1908)
  - Coquillettidia albifera (Prado, 1931)
  - Coquillettidia arribalzagae (Theobald, 1903)
  - Coquillettidia chrysonotum (Peryassú, 1922)
  - Coquillettidia fasciolata (Lynch Arribálzaga, 1891)
  - Coquillettidia hermanoi (Lane & Coutinho, 1940)
  - Coquillettidia juxtamansonia (Chagas, 1907)
  - Coquillettidia lynchi (Shannon, 1931)
  - Coquillettidia neivai (Lane & Coutinho, 1940)
  - Coquillettidia nigricans (Coquillett, 1904)
  - Coquillettidia nitens (Cerqueira, 1943)
  - Coquillettidia shannoni (Lane & Antunes, 1937)
  - Coquillettidia venezuelensis (Theobald, 1912)
- incertae sedis
  - †Coquillettidia cockerelli Edwards 1923
  - †Coquillettidia martinii (Statz, 1944)
  - †Coquillettidia varivestita (Statz, 1944)

W zapisie kopalnym rodzaj ten znany jest z eocenu i miocenu, przy czym wszystkie jego skamieniałości znajdowano na terenie Europy. Z eocenu pochodzą znaleziony w Anglii C. cockerelli oraz dwa gatunki opisane na podstawie inkluzji w bursztynie bałtyckim: C. adamowiczi i C. gedanica. Z miocenu znane są skamieniałości kompresyjne C. martinii i C. varivestita.